# Micropsectra analis
Micropsectra analis är en tvåvingeart som först beskrevs av Jean-Jacques Kieffer 1922.  Micropsectra analis ingår i släktet Micropsectra och familjen fjädermyggor.
Artens utbredningsområde är Tyskland. Inga underarter finns listade i Catalogue of Life.